# Estadio Cubierto Gachibowli
El Estadio Cubierto Gachibowli es un pabellón deportivo situado en Hyderabad, en la India. La capacidad del estadio es de 4000 personas. Se encuentra ubicado en el suburbio de Gachibowli. El estadio cubierto se encuentra junto al Instituto Internacional de Tecnología de la Información de Hyderabad. El lugar fue sede de los Campeonatos del Mundo BWF de 2009. La arena de juego central mide 60 m por 40 m en tamaño y consiste en una cancha de baloncesto y seis pistas de bádminton. El estadio cubierto también puede albergar otros eventos deportivos como el taekwondo, tenis de mesa, boxeo, judo, lucha y levantamiento de pesas.